# Pleiacanthus
Pleiacanthus es un género monotípico de plantas herbáceas perteneciente a la familia  Asteraceae. Su única especie: Pleiacanthus spinosus (Nutt.) Rydb., es originaria de Norteamérica. El género fue descrito por (Thomas Nuttall) Per Axel Rydberg y publicado en Flora of the Rocky Mountains 1069, en el año 1917.

## Descripción
Se trata de un larguirucho subarbusto que produce varios tallos delgados de hasta 40 o 50 centímetros de altura desde una caudex. Los tallos se dividen muchas veces en rígidas ramas cortas que se estrechan con puntas de espinas afiladas. La planta está en su mayoría sin pelo a excepción de mechones de lana marrón en la base y por debajo de las hojas basales. Las hojas son pequeñas y lineales en la parte baja del tallo, y reducido a escamas en las ramas superiores. Los capítulos se producen cerca de los extremos de las ramas. Cada uno tiene una base cilíndrica envuelta en una capa de brácteas. La cabeza contiene 3-5 lígulas, cada una con un tubo alargado y una lígula de color pálido a rosa brillante. El fruto es un aquenio  con un grupo de vilano con cerdas  como son las de las especies de Stephanomeria, con las que fue una vez clasificada esta planta.

## Distribución y hábitos
Es nativa del oeste de Estados Unidos, donde se encuentra en Montana e Idaho, al sur de California y Arizona, donde crece en muchos tipos de hábitat sobre todo en lugares secos desde los desiertos a las montañas. 

## Sinonimia
- Lygodesmia spinosa Nutt.
- Stephanomeria spinosa (Nutt.) Tomb[3]

## Galería

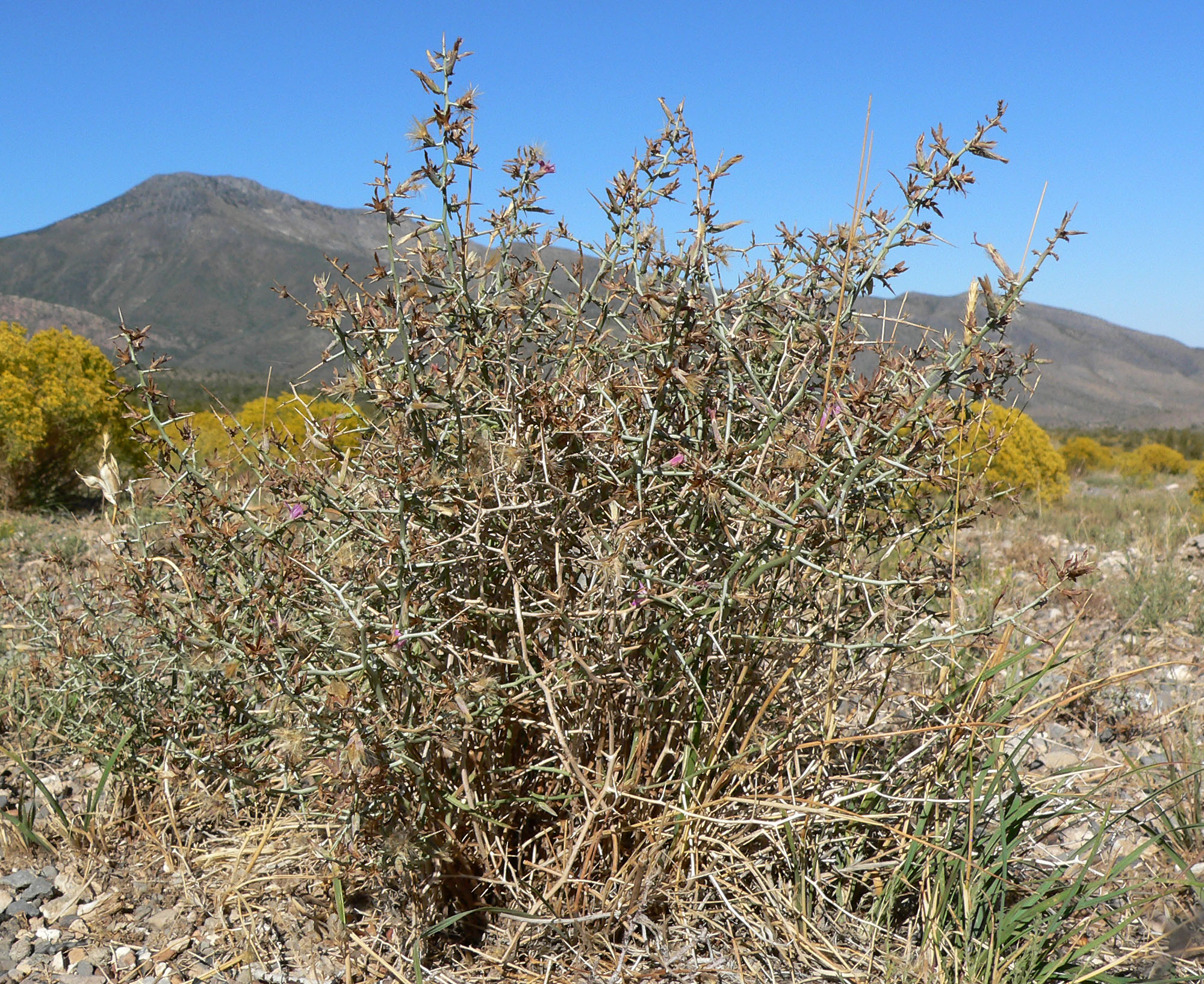
Spring Mountains, NV
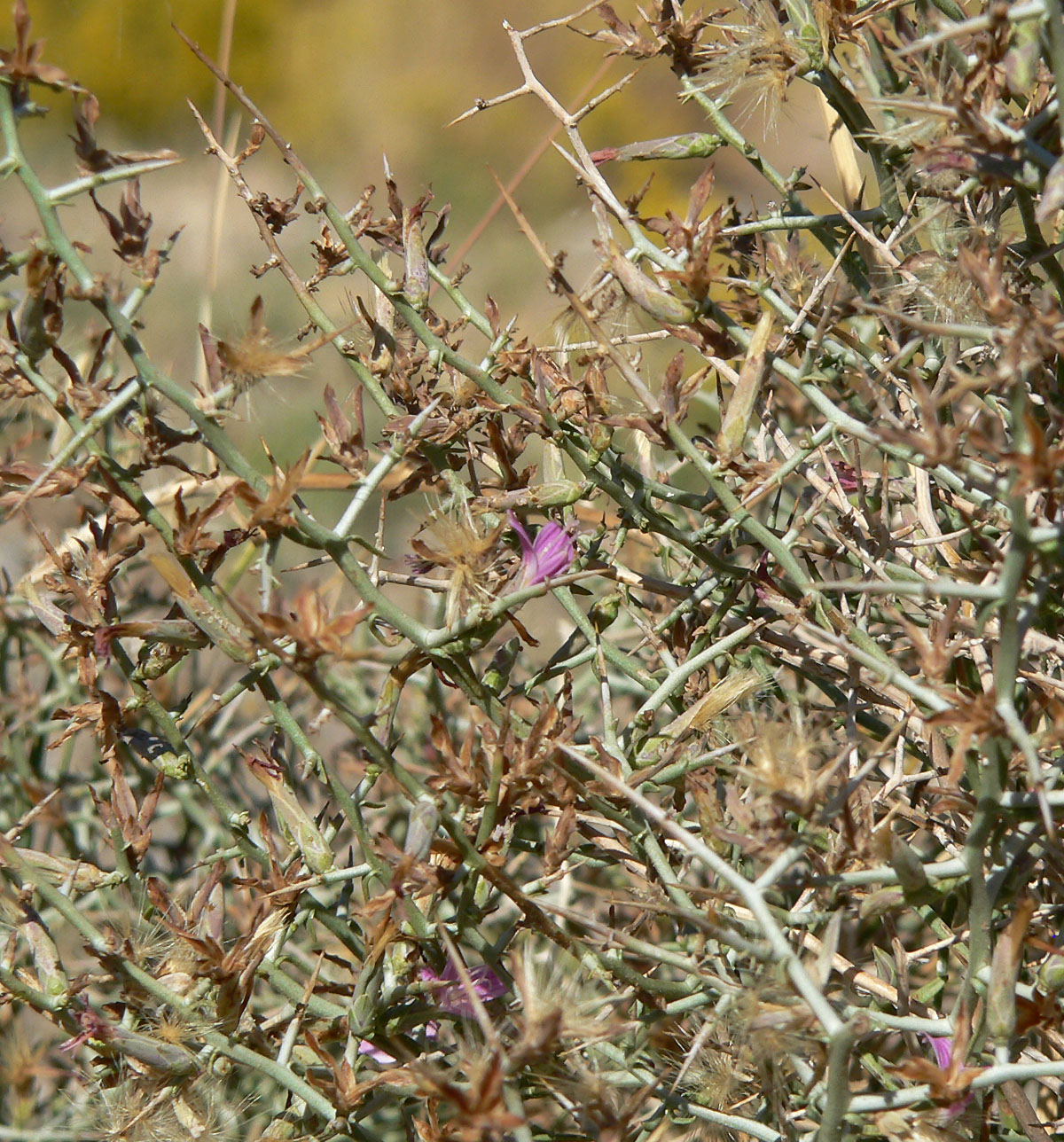
Spring Mountains, NV
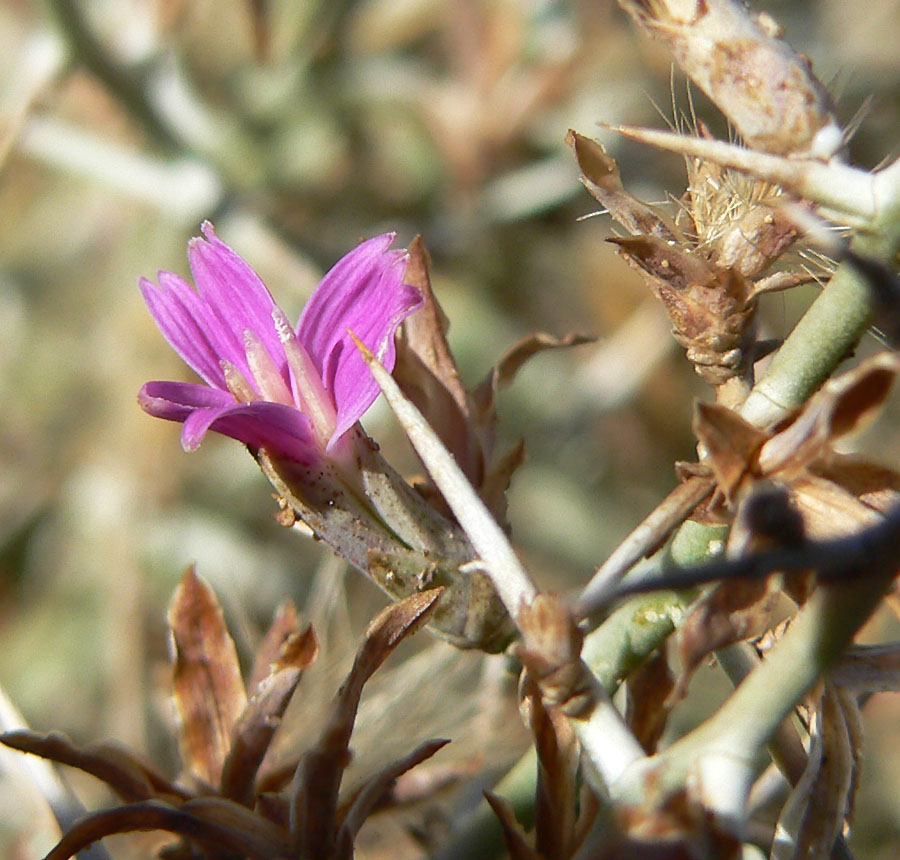
Spring Mountains, NV

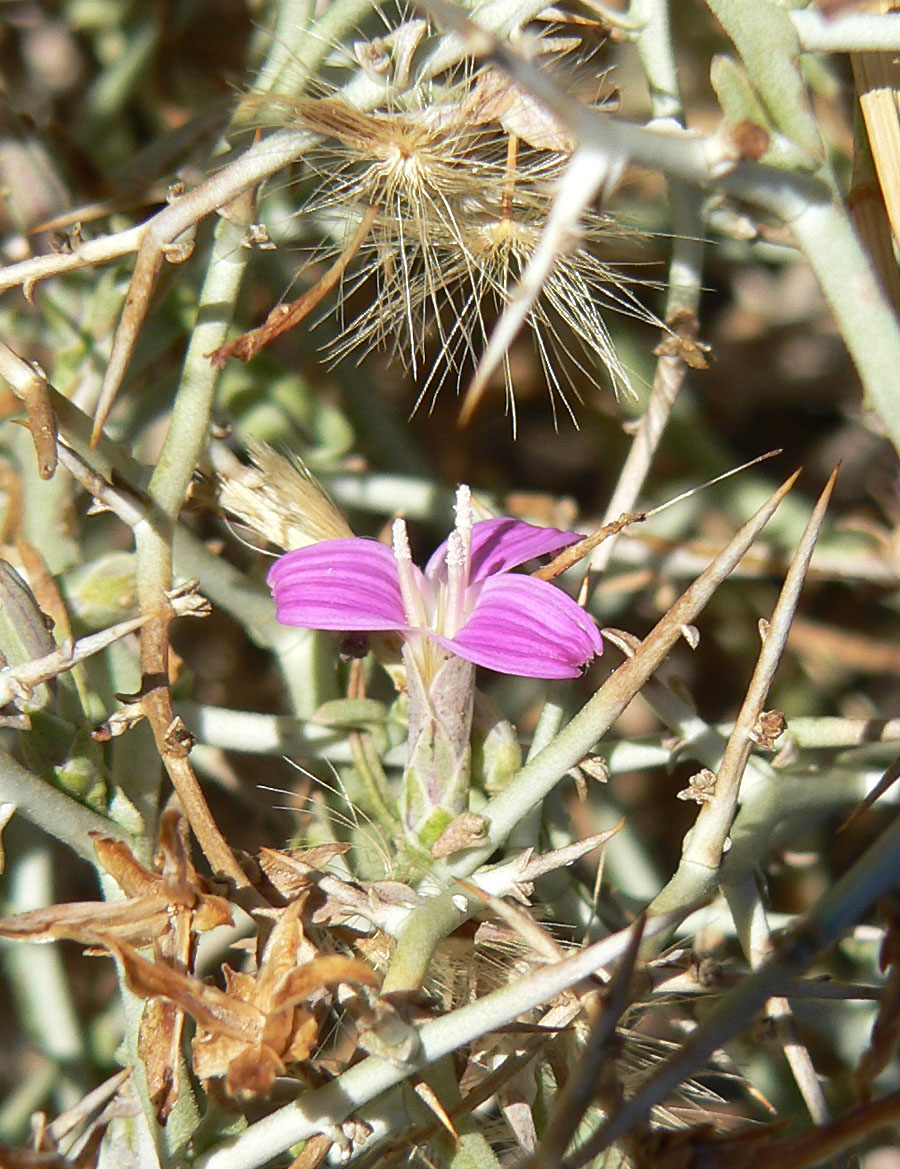
Spring Mountains, NV
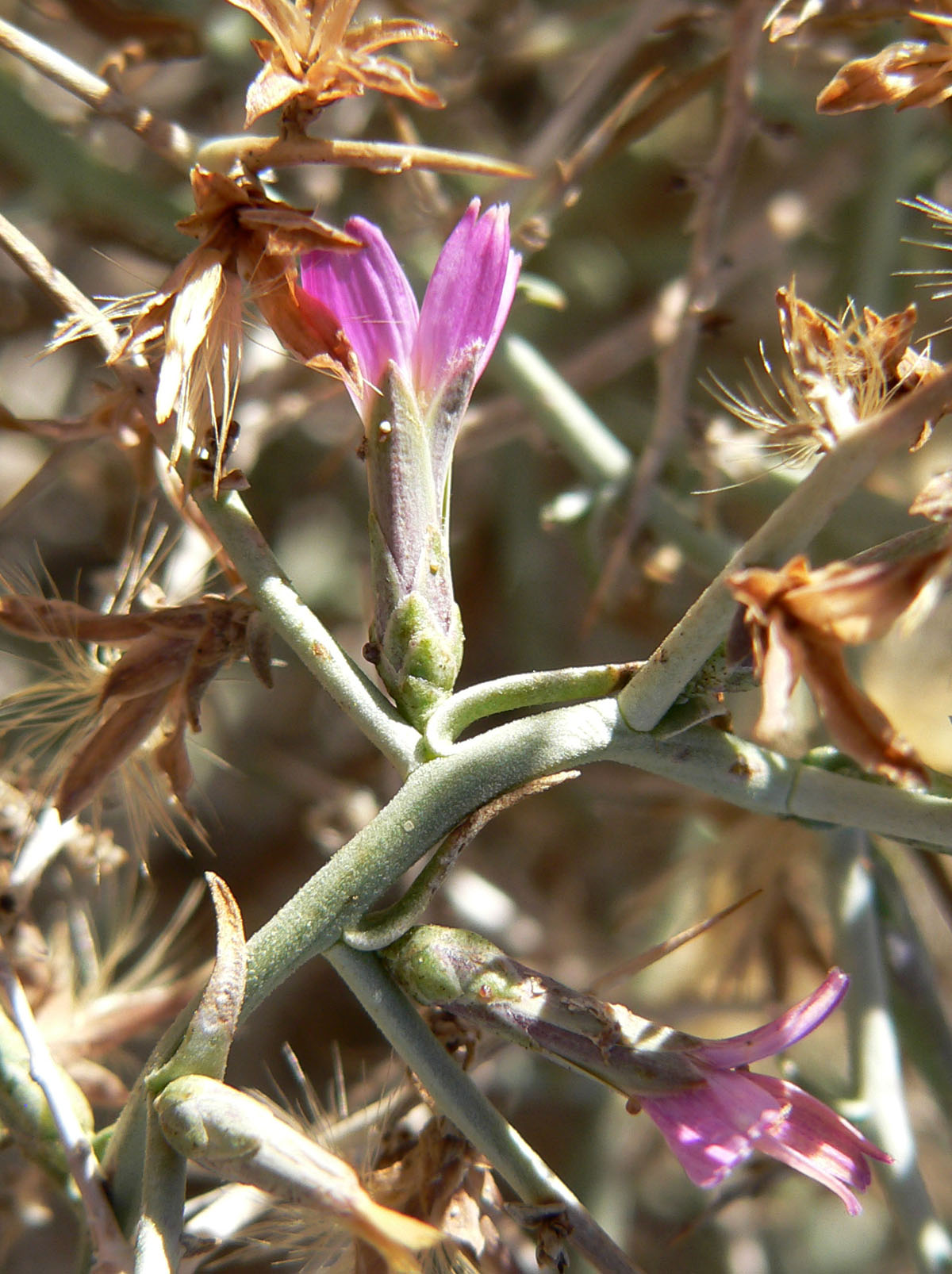
Spring Mountains, NV
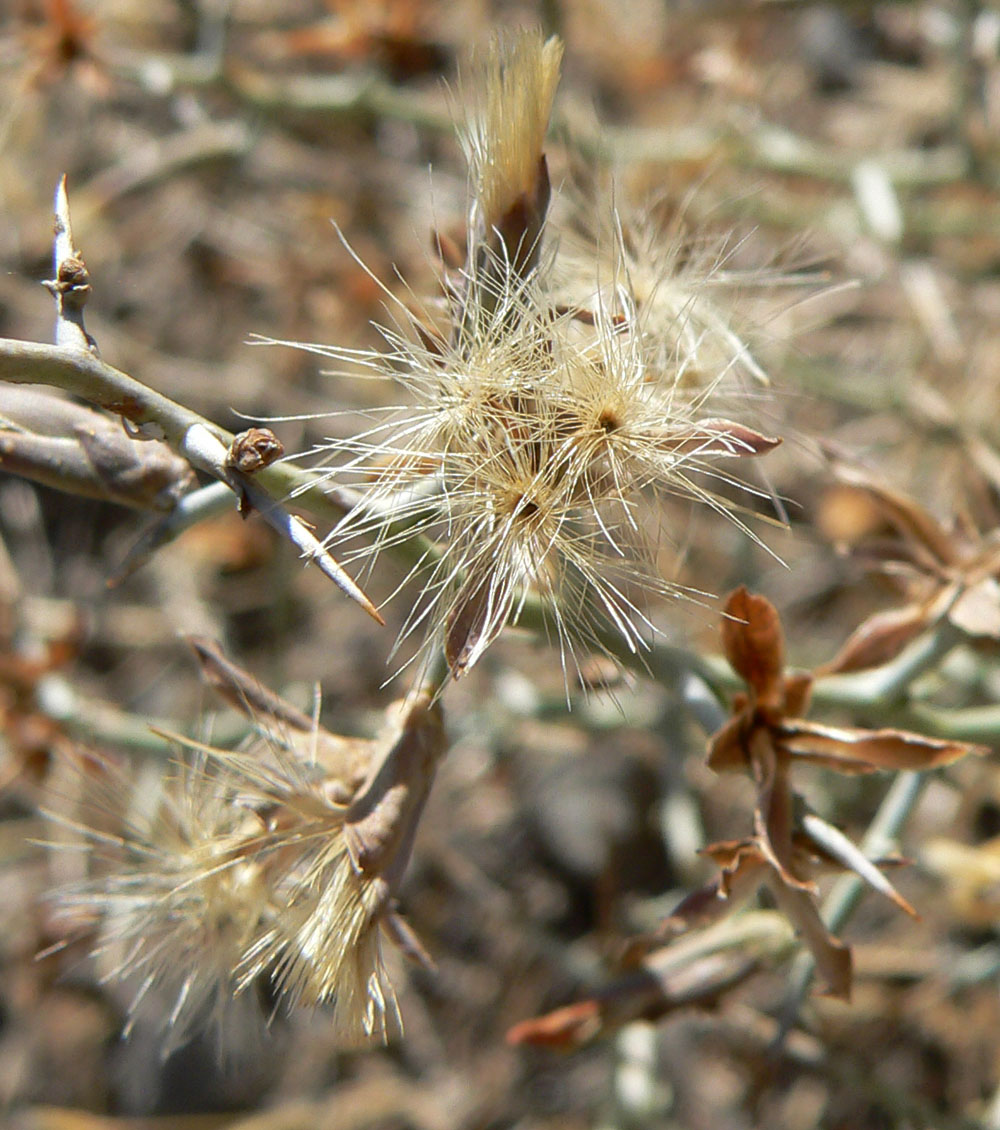
Spring Mountains, NV